# Albert Gsell
Pour les articles homonymes, voir Gsell.
Albert Gsell est un verrier et vitrailliste français, né le 28 décembre 1867 à Paris et mort le 28 février 1951 à Guémené-Penfao (Loire-Inférieure).

## Biographie

### Famille
Fils du verrier suisse Gaspard Gsell, il est aussi le frère du peintre Lucien Laurent-Gsell et de l'archéologue Stéphane Gsell. Il est par sa mère, Adèle Laurent, neveu par alliance de Louis Pasteur.

### Carrière
Élève du lycée Louis-le-Grand puis des Beaux-Arts de Paris, Albert Gsell se lie durant son apprentissage à Puvis de Chavannes, entre autres artistes, et parallèlement se perfectionne auprès de son père dans l'atelier de vitrail familial. Il reprend ce dernier en 1892 et y poursuit la production de vitraux.
Sa carrière est marquée par une importante production de vitraux, mais aussi de multiples restaurations et opérations d'inventaire d'œuvres d'art. Il s'implique notamment dans la réalisation de vitraux pour les églises reconstruites de Lorraine.
Réfugié à Guémené-Penfao, d'où est originaire sa seconde épouse Marie Olivon, à partir de 1940, il réalise dans la région ses derniers vitraux, notamment ceux de l'église de Derval. La passerelle qui franchit le Don à Guémené-Penfao porte le nom d'Albert Gsell.
Des trois enfants issus de son second mariage de 1920, Geneviève (1921-2012), Viviane (1923-2010) et Jacques Marie Alain,, ce dernier, Alain Gsell, né à Chaville en 1925 et décédé à Lisieux en 2020, figure sur la plus récente des quatre plaques de grands donateurs du musée Carnavalet, pour l'année 1996 quant à lui, apposées sous le porche de l'entrée principale de cette institution parisienne (don d'au moins un vitrail du premier tiers du XVIe siècle, provenant de l'église voisine du Marais, Saint-Gervais-Saint-Protais, et désormais exposé en salle S.09 de la partie médiévale du sous-sol du musée).

## Principales œuvres
- vitrail pour la cathédrale Saint-Pierre de Lisieux (1894) ;
- vitraux pour la basilique du Sacré-Cœur de Montmartre à Paris ;
- vitraux pour le Pavillon de la Presse de l'Exposition universelle de 1900 à Paris ;
- verrières de l'hôtel de préfecture de la Haute-Vienne à Limoges (1910) ;
- consolidation des fresques du Palais des papes d'Avignon (1910-1913) ;
- vitraux de l'église Notre-Dame-de-Lourdes de Chaville (1933-1935) ;
- vitraux de la chapelle Dubosc-Rieux[6], dans le cimetière du Père Lachaise (Paris).